# مک‌کلنی (فلوریدا)
مک‌کلنی (به انگلیسی: Macclenny) شهری در شهرستان بیکر ایالت فلوریدا است که در سال ۱۹۳۹ بنیان‌گذاری شده‌است. این شهر طبق سرشماری سال ۲۰۱۰ میلادی، ۶٬۳۷۴ نفر جمعیت داشته و مساحت آن نیز ۸٫۵ کیلومتر مربع است.